# Kasteel de l'Escaille
Het Kasteel de l'Escaille (ook: Kasteel Het Lo) is een kasteelachtig herenhuis dat zich bevindt ten zuiden van het gehucht 't Lo, een onderdeel van Hamont.

## Geschiedenis
In deze gebieden lagen heidegronden, in 1852 kocht de Gentse industrieel V. Thiry hier een gebied van ongeveer 280 ha om daar wateringen aan te leggen. In 1875 werd het gebied aangekocht door J.P.F. de l'Escaille. Hij liet er een kasteel bouwen en dit werd later nog vergroot door Mathieu Christiaens. Later is het goed nog uitgebreid tot ongeveer 600 ha waarvan een deel op Nederlands gebied, in de voormalige gemeente Budel, en ook een deel op het grondgebied van Kaulille.
Kasteel de l'Escaille met park zijn sedert 2008 beschermd monument .

## Domein
Het betreft een bakstenen kasteel in eclectische trant met vooral neoclassicistische stijlkenmerken. 
Het domein omvat, naast het kasteel, een landgoed met diverse dreven, een park in Engelse landschapsstijl, waarin eertijds een Chinees paviljoentje stond. Er liggen vijvers voor en achter het kasteeltje, en er zijn enkele dienstgebouwen. Het landgoed bestaande uit bossen, weiden en akkers wordt doorstroomd door de Lobeek.
Het domein is niet toegankelijk voor het publiek.